# Steinheid

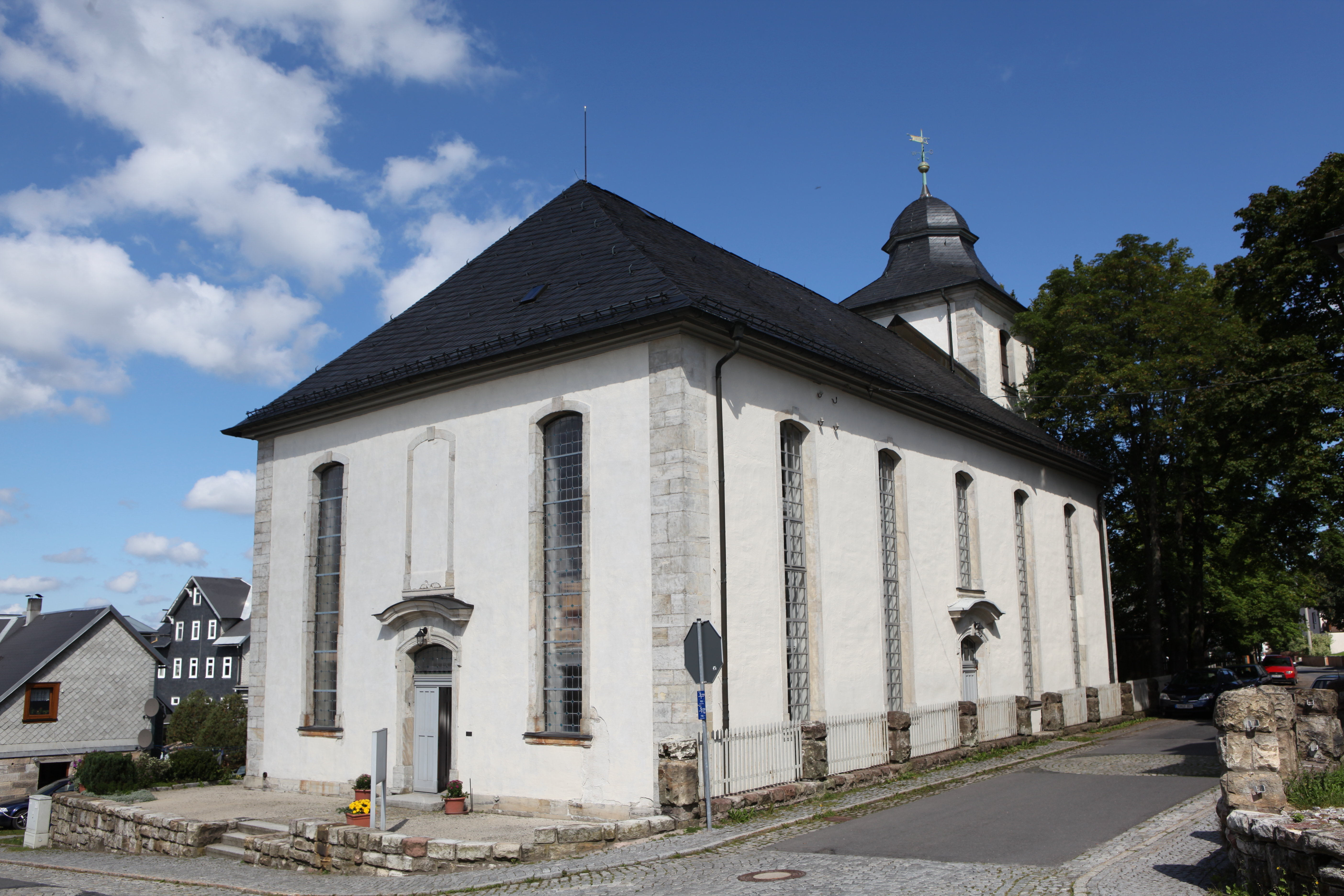
Liebfrauenkirche

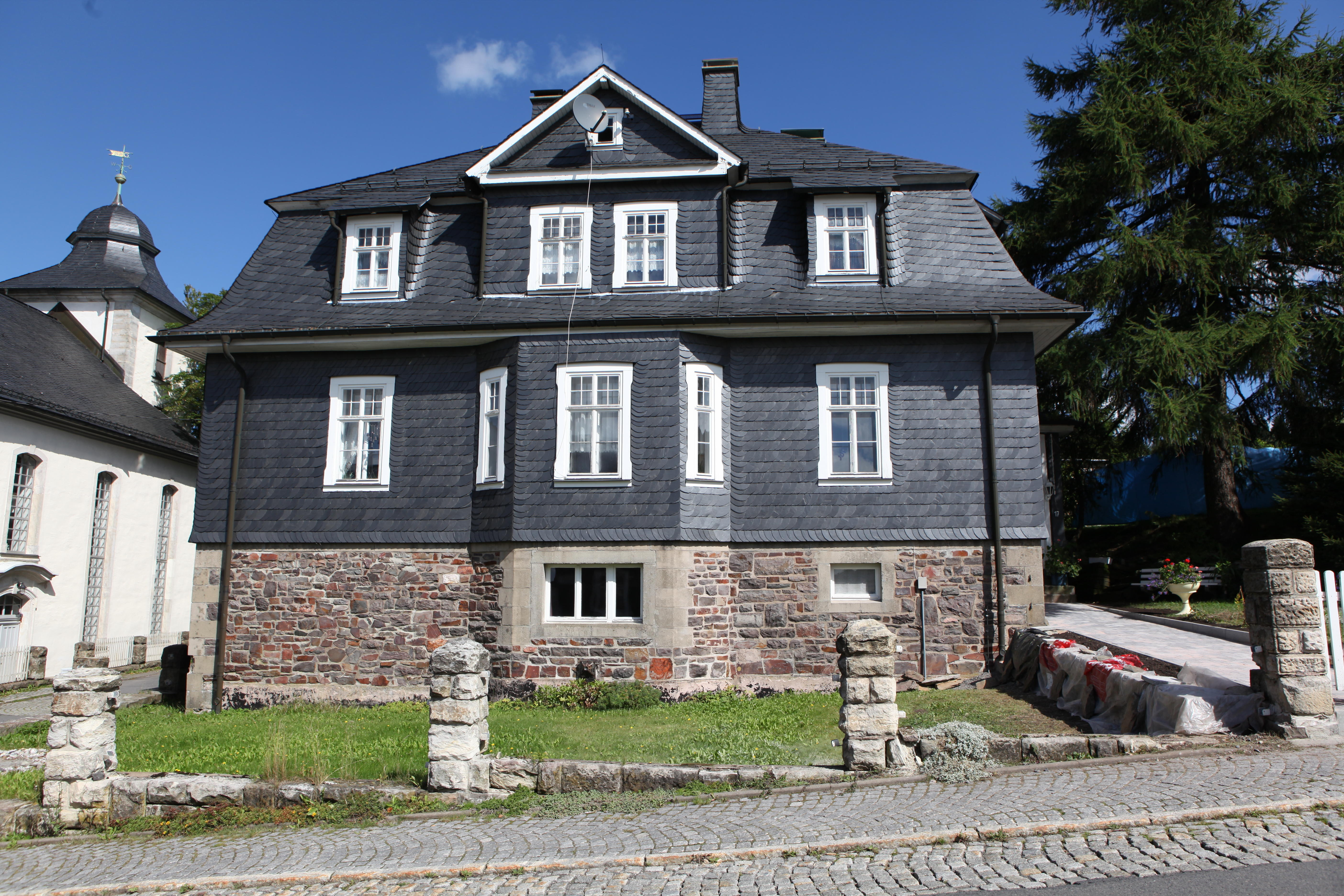
Pfarrhaus

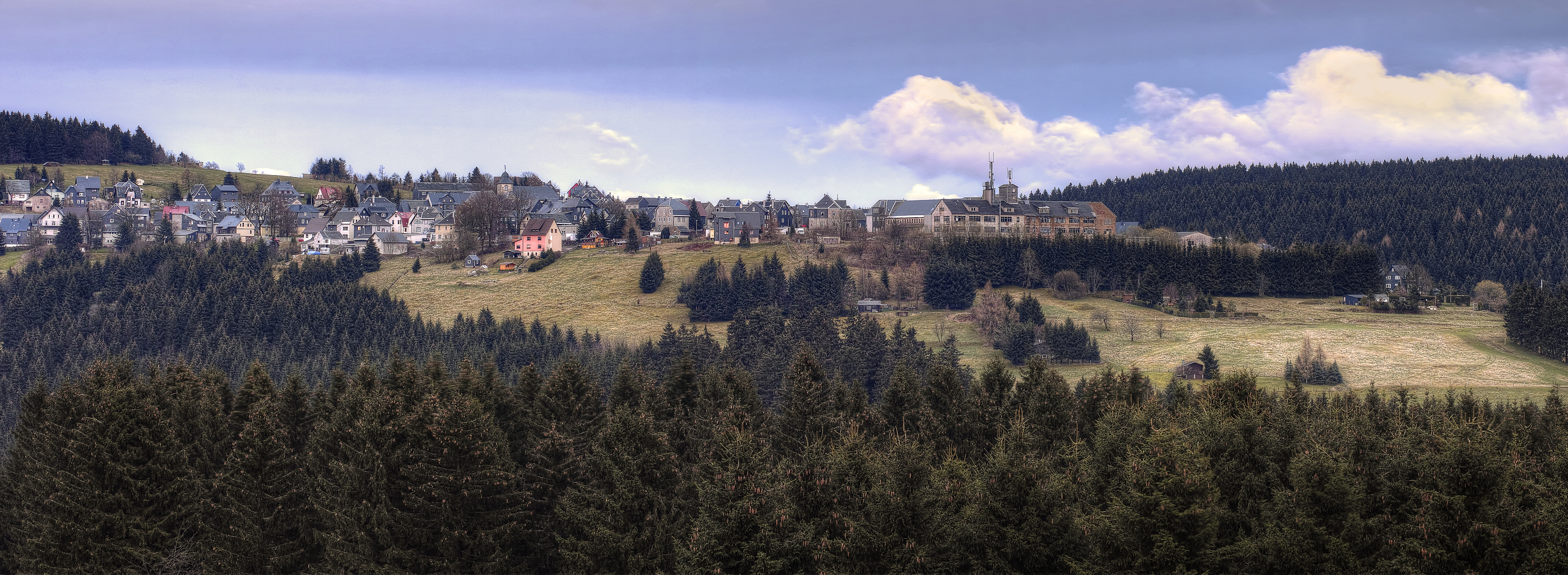
Panorama des Ortes von Siegmundsburg aus gesehen.

Steinheid ist ein Ortsteil der Stadt Neuhaus am Rennweg in Thüringen im Landkreis Sonneberg.

## Geografie
Der staatlich anerkannte Erholungsort Steinheid liegt auf dem Kamm des Thüringer Schiefergebirges, unmittelbar am Rennsteig. Der Ort liegt halbmondförmig über dem Tal der Grümpen. Mit 820 Metern Höhe ist Steinheid neben Neuhaus am Rennweg (835 m) einer der höchstgelegenen Orte Thüringens. Der höchste Berg der Umgebung sowie der zweithöchste des Thüringer Schiefergebirges ist das 868 Meter hohe Kieferle, ca. 500 Meter östlich des Ortes.

### Ortsgliederung
Zu Steinheid gehören noch seit Mitte des 19. Jahrhunderts Limbach, etwa einen Kilometer westlich liegend, und Neumannsgrund, etwa einen Kilometer südwestlich liegend.

## Geschichte
1362 wurde der Ort erstmals als die steynerne Heyde in einem Lehnsbrief des Markgrafen von Meißen urkundlich erwähnt.
Einst wurde dort insbesondere der Goldbergbau betrieben. Im Jahre 1430 wurden die Goldbergwerke bei Steinheid durch die Hussiten eingenommen und geplündert.
1530 wurde Steinheid zur freien Bergstadt erhoben. Im Dreißigjährigen Krieg wurde das Grubenwesen der Stadt mit 51 Zechen völlig zerstört. Danach waren Glasbläserei und Schachtelmacherei als zuliefernde Gewerbe für den Olitätenhandel wichtige Erwerbszweige. 
Bis 1920 gehörte Steinheid zum Herzogtum Sachsen-Meiningen.
Zum 1. Dezember 2011 wurde Steinheid in die Stadt Neuhaus am Rennweg eingemeindet. Zuvor war seit 1997 die Stadt Steinach erfüllende Gemeinde für Steinheid.

## Wintersport
Auf Grund der Höhenlage ist Steinheid ein traditionsreicher Wintersportort. Der organisierte Wintersport wurde im Jahr 1910 begründet und noch heute finden regelmäßig Skisportwettkämpfe statt. Sie werden vom SC Steinheid e. V. organisiert und durchgeführt.

## Wirtschaft und Infrastruktur
In Steinheid gab es früher Bergbau und Schieferabbau. Heute lebt der Ort hauptsächlich vom Tourismus. Die Glasindustrie ist mit dem größten Arbeitgeber Thüringer Baumschmuck Steinheid und zahlreichen Heimwerkstätten etabliert.

### Verkehr
Steinheid liegt an der B 281, die Saalfeld über Neuhaus am Rennweg mit Eisfeld verbindet. Gemeindeverbindungsstraßen führen nach Steinach, Scheibe-Alsbach und Schalkau.

## Persönlichkeiten
- Adam Gottlieb Lange (1762–1826), Superintendent in Meiningen